# Encyclops californica
Encyclops californica là một loài bọ cánh cứng trong họ Cerambycidae.